# Zakrajniaki
Zakrajniaki – część wsi Pasieka Otfinowska w Polsce, położona w województwie małopolskim, w powiecie tarnowskim, w gminie Żabno.
W latach 1975–1998 Zakrajniaki położone były w województwie tarnowskim.